# Corredor (biología)

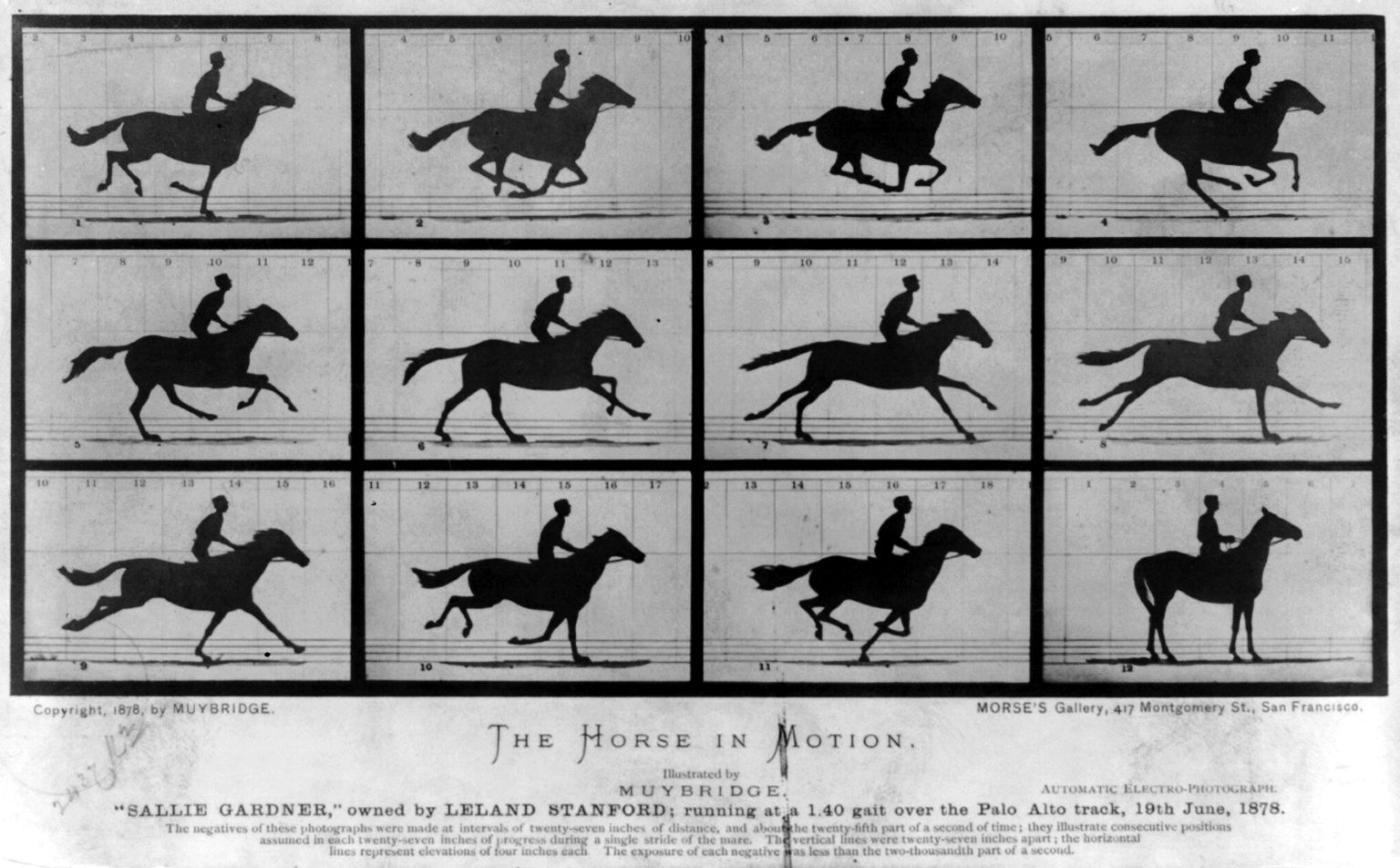
El caballo puede ser considerado como un animal «pastador corredor».

Corredor o corredora es un término biológico y etológico que describe a un organismo adaptado específicamente para correr.

## Etología, anatomía y paleontología
Referidos a los organismos vivos, «corredor» o «corredora» son términos esencialmente referentes a la etología, es decir al comportamiento, aunque la anatomía y la paleontología, en ciertos casos, pueden ayudar a inferir dicho comportamiento. El término «corredor» o «corredora» es normalmente utilizado en conjunción con los hábitos de alimentación de animales o alguna otra importante adaptación. Por ejemplo, un caballo puede ser considerado un «pastador corredor», mientras que un guepardo puede ser descrito como un «depredador corredor».  El término se aplica con más frecuencia a animales adaptados para correr frecuentemente, sobre distancias relativamente largas y/o a gran velocidad, más que a animales que aceleran rápidamente en distancias cortas. En paleontología y anatomía se utiliza frecuentemente el término "cursorial" en vez de "corredor", ya que este el término correspondiente en inglés. El término equivalente en castellano es "cursor", pero suele usarse cursorial de manera indistinta. "Cursorial" también se utiliza a veces para animales con postura parasagital, es decir que tienen los miembros por debajo del tronco y no a los costados (por ejemplo, los dinosaurios y la mayoría de los mamíferos) o para animales de gran tamaño, con lo cual su definición es más amplia que corredor. Raramente se aplica a animales con una masa corporal inferior a un kilogramo de peso, debido a que estos animales se mueven en una serie de aceleraciones cortas en lugar de moverse a velocidad constante. Todos los animales corredores son homeotermos, requiriendo una alta tasa de metabolismo y gran resistencia, sin embargo, es posible que algunas especies corredoras extintas fueran ectotermas.
En el caso de los organismos extintos de los que solo se conoce el estado subfósil (como por ejemplo el dodo, Raphus cucullatus) y de los que por lo tanto ya no se puede hoy en día observar ningún comportamiento, el atribuirles la capacidad de ser «corredores» se basa en general en testimonios directos del comportamiento del animal, antes de que se extinguiera. Si se retoma el ejemplo del dodo, con independencia de los datos colectados directamente por testigos presenciales, el estudio de la anatomía de los esqueletos conservados establece pruebas que sugieren que el animal era un buen corredor.
En el caso de los organismos extintos de los que la paleontología solo conoce el estado fósil y de los que es imposible tener testimonios humanos por haber vivido estos organismos en épocas demasiado alejadas en el pasado (como por ejemplo los dinosaurios no avianos, extintos desde el Cretácico superior), solo la anatomía del esqueleto permite establecer datos contrastables que autoricen la atribución de la capacidad de correr. Fósiles que entran dentro de esta categoría de «corredores» son, por ejemplo, el dinosaurio Struthiomimus (del Cretácico superior) o el équido Hipparion (género que proliferó desde el Mioceno hasta el Pleistoceno).

## Taxón
Durante parte de los siglos XIX y XX, en la clasificación clásica de las especies (no filogenética), se llamaba «corredoras» a las aves aparentadas al avestruz y al ñandú (entre otras especies). En la actualidad, la aplicación de la clasificación filogenética ha llevado al abandono (entre otros criterios) de toda nomenclatura basada en elementos que no estuviesen basados en los simples caracteres físicos de los organismos vivos. El término «corredor», al ser un término etológico (es decir, referente a un comportamiento y no referente a un atributo físico) ha sido por lo tanto completamente abandonado por las clasificaciones actuales. En la actualidad la taxonomía llama paleognatos al grupo de aves al que antes se llamaba «corredoras».

## Nombre común
«Corredor» o «corredora» es también el nombre común que se da a un conjunto de especies de aves caradriformes. Están repartidas entre los géneros Cursorius (como Cursorius cursor, el corredor sahariano), Smutsornis (como Smutsornis africanus, el corredor escamoso chico), Rhinoptilus (como Rhinoptilus bitorquatus, el corredor del Godavari) y Stiltia (como Stiltia isabella, la corredora de patas largas).